# Temma Nomura
Temma Nomura (野村 天真 Nomura Temma?, nacido el 27 de junio de 2001 en Fukuoka) es un futbolista japonés que juega como defensa.
En 2019, Nomura se unió al Cerezo Osaka de la J1 League.

## Trayectoria

### Clubes
| Club         | País  | Año    |
| ------------ | ----- | ------ |
| Cerezo Osaka | Japón | 2019 - |

## Estadística de carrera

### J. League
| Club                | Año   | J. League | J. League | Copa J. League | Copa J. League | Total | Total |
| Club                | Año   | Part.     | Goles     | Part.          | Goles          | Part. | Goles |
| ------------------- | ----- | --------- | --------- | -------------- | -------------- | ----- | ----- |
| Cerezo Osaka        | 2019  | 0         | 0         | 0              | 0              | 0     | 0     |
| Cerezo Osaka sub-23 | 2019  | 17        | 0         | -              | -              | 17    | 0     |
| Total               | Total | 17        | 0         | 0              | 0              | 17    | 0     |